# Otto (Tarent)
Otto der Tarentiner (* 1319 oder 1320; † 1399 in Foggia) aus der Familie der Welfen war Herzog von Braunschweig-Grubenhagen und nach seiner Heirat mit Johanna I. von Neapel im Jahre 1376 Fürst von Tarent und Graf von Acerra.

## Leben
Otto war der älteste Sohn Heinrichs II. von Braunschweig-Grubenhagen, genannt Heinrich von Griechenland, und dessen erster Frau Jutta, geborene Markgräfin von Brandenburg. Heinrich II. war der dritte Sohn Heinrichs des Wunderlichen, dem Begründer des Fürstentums Braunschweig-Grubenhagen. Aufgrund der zahlreichen Erbteilungen des Welfenhauses erhielt Otto selbst kein ausreichendes Erbe, das seinem Tatendrang genügt hätte und so zog es ihn, wie schon seinen Vater, in die Fremde. Er wird als der Typ eines tapferen, draufgängerischen Condottiere beschrieben, der schon früh für verschiedene Herren kämpfte. 
Im Dienste des Markgrafen Johann von Montferrat nahm er 1339 an den Kämpfen um Asti teil. 1352 trat aus dem Deutschen Orden aus und in den Dienst König Johanns II. von Frankreich. Um diese Zeit heiratete er, wohl durch Vermittlung des Königs, Jolanthe, die Tochter Berengars von Villaragut und Witwe Jakobs III. von Mallorca. Dadurch erwarb Otto ein namhaftes Vermögen und galt als das vermögendste Mitglied des ansonsten recht armen Hauses Grubenhagen. Kurz darauf kehrte er wieder nach Italien zurück. Dort wurde er Vormund der drei Söhne Johanns von Montferrat. 1354 nahm er an der Kaiserkrönung Karls IV. in Rom teil. 
Nach dem Tode seiner ersten Ehefrau wurde Otto, der mittlerweile als Feldherr bei diversen Feldzügen in Italien in hohem Ansehen stand, von Papst Gregor XI. als Ehemann für die verwitwete Königin Marie von Armenien empfohlen. Dieser Plan kam jedoch nicht zur Ausführung. Otto vermählte sich stattdessen 1376 mit Königin Johanna I. von Neapel, deren vierter Ehemann er werden sollte. Dadurch erhielt Otto zwar nicht den Königstitel, erhielt aber neben dem Fürstentum Tarent die Grafschaft Acerra und einige Schlösser in der Provence. 
Das Fürstentum Neapel geriet nach dem Tode Papst Gregors XI. in die Auseinandersetzungen zwischen dessen Nachfolger Urban VI. und dem Gegenpapst Clemens VII. Otto und Johanna wurden Parteigänger von Clemens und nahmen ihn zunächst in Neapel auf. Später musste Clemens, der vor allem von Frankreich unterstützt wurde, dann aber nach Avignon entweichen. Wegen ihrer Unterstützung für Clemens wurde Johanna von Urban mit Absetzung und Kreuzzug bedroht. Urban übertrug das Königreich Neapel an Karl von Durazzo und krönte ihn 1380 in Rom. Karl gelang es 1381, Neapel zu besetzen und Johanna einzuschließen. Otto versuchte zwar in Gemeinschaft mit seinem Bruder Balthasar, sie zu befreien, scheiterte aber dabei und geriet mit seinem Bruder ebenfalls in Gefangenschaft. Johanna, die nicht auf ihre Rechte verzichten wollte, wurde 1382 erdrosselt, bevor Ludwig von Anjou, dem sie ihr Erbe übertragen hatte, ihr mit seinem Heer zu Hilfe eilen konnte. 
Otto wurden in milder Haft gehalten und kam bereits 1384 wieder in Freiheit. Er begab sich nach einem Aufenthalt in Sizilien nach Avignon, wo er nach dem Tode Ludwigs den Oberbefehl über das Heer von dessen Erben, Ludwig II., übernahm. Mit diesem Heer gewann er im Sommer 1387 das Königreich Neapel für Ludwig II. von Anjou zurück. Da er jedoch entgegen seiner Erwartung nicht von Papst Clemens VII. als Generalkapitän des Königreiches eingesetzt wurde, trat er aus Entrüstung in den Dienst der Gegner und erklärte sich für den Erben Karls, Ladislaus von Durazzo. Er versuchte vergeblich, für diese Partei Neapel zurückzuerobern. 1392 geriet er wiederholt in Gefangenschaft und musste, um sich frei zu kaufen, die Grafschaft Accera versetzen. Er verbrachte die letzten Jahre seines Lebens zurückgezogen im Fürstentum Tarent und starb Anfang des Jahres 1399 in Foggia, wo er auch bestattet ist. Seine Grubenhagener Heimat sah er, nachdem er sie in jungen Jahren verlassen hatte, kaum noch.